# Palisadoes
Palisadoes (port.) – wąskie tombolo będące naturalną ochroną przystani Kingston na Jamajce.
Na Palisadoes znajduje się międzynarodowy port lotniczy Kingston-Norman Manley a także historyczne miasto Port Royal. Na tamtejszym cmentarzu został pochowany walijski bukanier Henry Morgan, lecz jego grób został pochłonięty przez morze w czasie trzęsienia ziemi w 1692.